# Ghidigeni
Ghidigeni es una comuna ubicada en el distrito de Galați, Rumania.

## Superficie
Posee una superficie de 70,31 kilómetros cuadrados.

## Demografía
Hasta 2021 la población era de 6212 habitantes, con una densidad de población de 88,35 habitantes por kilómetro cuadrado.